# 3733 Yoshitomo
3733 Yoshitomo è un asteroide della fascia principale. Scoperto nel 1985, presenta un'orbita caratterizzata da un semiasse maggiore pari a 2,3994079 UA e da un'eccentricità di 0,1920085, inclinata di 5,87310° rispetto all'eclittica.